# Cryptotermes brevis
Cryptotermes brevis är en termitart som först beskrevs av Walker 1853.  Cryptotermes brevis ingår i släktet Cryptotermes och familjen Kalotermitidae. Inga underarter finns listade i Catalogue of Life.

## Bildgalleri

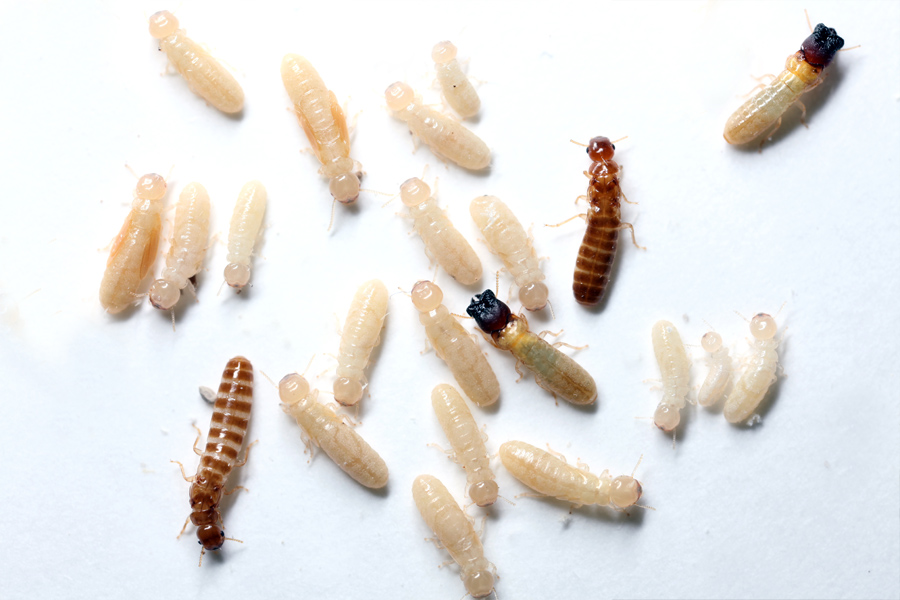
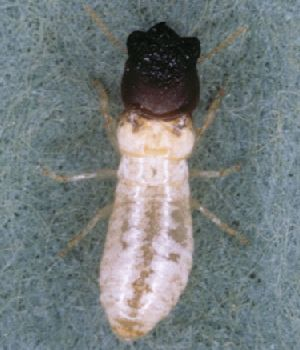